# Christinelund
Christinelund er en avlsgård under Nysø Gods. Gården ligger i Skibinge Sogn, Vordingborg Kommune. Hovedbygningen er opført i 1858-1859 ved Ferdinand Meldahl og parken er på 3 hektar
Christinelund er på 75 hektar

## Ejere af Christinelund
- (1858-1876) Henrik Stampe
- (1876-1892) Henrik Stampe
- (1892-1904) Holger Stampe-Charisius
- (1904-1925) Henrik Stampe
- (1925-1934) Enke Fru Stampe
- (1934-1960) Birgitte Henriksdatter Stampe gift Holst
- (1960-1990) Peter Henrik Stampe Holst
- (1990-1999) Peter Henrik Stampe Holst / Marianne Themsen gift Stampe Holst
- (1999-2010) Peter Henrik Stampe Holst / Marianne Themsen gift Stampe Holst (kun jorden)
- (1999-2006) D. S. I. Christinelund (hovedbygningen og avlsgården)
- (2006-) Jan Grønhøj (hovedbygning og sidebygninger samt driftsbygninger) og 13,2 ha
- (2010-) Marianne Themsen gift Stampe Holst (kun jorden)